# Back to Mine : Pet Shop Boys
 (avril 2017).
Si vous disposez d'ouvrages ou d'articles de référence ou si vous connaissez des sites web de qualité traitant du thème abordé ici, merci de compléter l'article en donnant les références utiles à sa vérifiabilité et en les liant à la section « Notes et références ».
Compilations par Back to Mine
Volume 19 - Carl Cox
(2004) Volume 21 - Adam Freeland
(2005)
Albums par Pet Shop Boys
PopArt - The Hits
(2003) Battleship Potemkin
(2005)
Back to Mine : Pet Shop Boys est la 20e compilation de la  série Back to Mine, qui en comporte 28.
Elle comprend 27 titres de différents artistes compilés par Chris Lowe et Neil Tennant, musiciens britanniques composant le duo Pet Shop Boys. 
Ce double CD est édité le 25 avril 2005 sur le label DMC.
Chaque disque est compilé par un des membres du groupe, le point commun est qu'ils ont tous deux sélectionné un titre de Dusty Springfield.

## Liste des titres

### Disque 1 - Chris Lowe
« I've chosen a few records to play. Songs about love, friendship, sex, religion, hope and despair. Starting with early 80's electro and italian disco, through rock, gospel and ending with classic Dusty.
Hope you enjoy it.
Peace and love. »
— Chris Lowe

« J'ai choisi quelques enregistrements à jouer. Chansons sur l'amour, l'amitié, le sexe, la religion, l'espoir et le désespoir. Commençant par de l'electro des années 80 et de l'italo disco, passant par du rock, du gospel et se terminant par un classique de Dusty.
J'espère que vous l'apprécierez.
Paix et amour. »
| 1.  | Don't Cry Tonight                  | Gianfranco Bortolotti, Pieradis Rossini               | Savage             | 4:54 |
| 2.  | Take a Chance                      | Bill Laswell, Michael Beinhorn                        | Mr Flagio          | 6:04 |
| 3.  | Dirty Talk                         | Mario Boncaldo, Tony Carrasco                         | Klein + M.B.O.     | 6:44 |
| 4.  | Passion                            | Bobby Orlando                                         | The Flirts         | 8:24 |
| 5.  | Ti Sento                           | Aldo Stellita, Carlo Marrale, Sergio Cossu            | Matia Bazar        | 5:28 |
| 6.  | Never Be Alone                     | Justice, Simian                                       | Justice vs. Simian | 4:03 |
| 7.  | The Show Must Go On                | Brian May, Freddie Mercury, John Deacon, Roger Taylor | Queen              | 4:07 |
| 8.  | Stand on the Word                  | Larry Levan                                           | Celestial Choir    | 4:32 |
| 9.  | I Was Born This Way                | Bunny Jones, Chris Spierer                            | Carl Bean          | 4:42 |
| 10. | I'd Rather Leave While I'm in Love | Carole Bayer Sager, Peter Allen                       | Dusty Springfield  | 2:45 |

### Disque 2 - Neil Tennant
« My idea in compiling this collection was to create a sequence of music for late-night listening, linking electronic, ambiant, classical and pop music. It's the sort of music I enjoy in the couple of hours before sleep.
Thanks to Jon Savage and Michael Bracewell who have introduced me to a few of the artists represented here. »
— Neil Tennant

« Mon idée, en compilant cette collection, était de créer une séquence de musique pour l'écoute de la fin de la nuit, liant musique électronique, ambient, classique et pop. C'est le genre de musique que j'apprécie dans les quelques heures avant le coucher.
Merci à Jon Savage et à Michael Bracewell qui m'ont présenté quelques-uns des artistes représentés ici. »
| 1.  | Traum                                        | Jake Fairley                            | Fairmont                                                                | 4:49 |
| 2.  | Pulse Pause Repeat                           | Harold Budd, Ruben Garcia, Daniel Lentz | Harold Budd, Ruben Garcia, Daniel Lentz                                 | 3:51 |
| 3.  | Microgravity                                 | Geir Jenssen                            | Biosphere                                                               | 4:46 |
| 4.  | Come In! (II Movement) - Ensemble Opus Posth | Vladimir Martynov                       | Ensemble Opus Posth                                                     | 4:24 |
| 5.  | Promenade Sentimentale (Sentimental Walk)    | Vladimir Cosma                          | Vladimir Cosma                                                          | 2:32 |
| 6.  | La Baie                                      | Étienne Daho, Jérôme Soligny            | Étienne Daho                                                            | 5:19 |
| 7.  | Tiny                                         | Gavin Toomey                            | Vessel                                                                  | 3:38 |
| 8.  | Laura's Theme                                | Craig Armstrong                         | Craig Armstrong                                                         | 2:30 |
| 9.  | One Two Three No Gravity (Dettinger Mix)     | Dirk Leyers, Matias Aguayo              | Closer Musik                                                            | 5:04 |
| 10. | Goin' Back                                   | Gerry Goffin, Carole King               | Dusty Springfield                                                       | 3:30 |
| 11. | Lunz                                         | Hans-Joachim Roedelius, Tim Story       | Lunz                                                                    | 4:00 |
| 12. | Sospiri Op. 70                               | Edward Elgar                            | The New Philharmonic Orchestra sous la direction de Sir John Barbirolli | 5:04 |
| 13. | DD Rhodes                                    | www.jz-arkh.co.uk                       | www.jz-arkh.co.uk                                                       | 4:53 |
| 14. | The Video Kid                                | Bret McKenzie                           | Video Kid                                                               | 4:04 |
| 15. | Movement                                     | Ian Hartley                             | Lobe                                                                    | 3:19 |
| 16. | At Dusk                                      | John Surman                             | John Surman                                                             | 2:06 |
| 17. | Mélodie Opus 47 No. 3 (Emil Gilels)          | Edvard Grieg                            | Edvard Grieg                                                            | 3:53 |